# Šimon Hrubec
Šimon Hrubec (ur. 30 czerwca 1991 w Vimperku) – czeski hokeista, reprezentant Czech, olimpijczyk.
Jego ojciec Stanislav (ur. 1967) został trenerem bramkarzy hokejowych, a brat Matouš (ur. 2001) hokeistą-napastnikiem.

## Kariera
- HC Český Krumlov do lat 18 (2006-2007)
- HC Czeskie Budziejowice do lat 18 (2007-2008)
- HC Czeskie Budziejowice do lat 20 (2008-2011)
- HC Czeskie Budziejowice (2009/2010, 2010/2011)
- HC Tabor (2009/2010)
- IHC Pisek (2009/2010, 2010/2011)
- SK Horácká Slavia Třebíč (2011-2012)
- HC Oceláři Trzyniec (2012-2019)
  -  HC Hawierzów (2015/2016)
- Kunlun Red Star (2019-2020)
- Awangard Omsk (2020-)

Karierę rozwijał w zespołach klubu HC Czeskie Budziejowice. Od 2012 przez siedem sezonów czeskiej ekstraligi był zawodnikiem HC Oceláři Trzyniec. W czerwcu 2019 został zawodnikiem chińskiej drużyny Kunlun Red Star, występującej w rosyjskich rozgrywkach KHL. Po zakończeniu sezonu KHL (2019/2020) w marcu 2020 przedłużył kontrakt, a na początku kolejnej edycji KHL (2020/2021) w listopadzie 2020 został przetransferowany do rosyjskiej drużyny Awangard Omsk. Po zdobyciu mistrzostwa KHL w maju 2021 przedłużył tam kontrakt o dwa lata.
W barwach reprezentacji seniorskiej uczestniczył w turnieju mistrzostw świata edycji 2019, 2021.

## Sukcesy
Klubowe
- Awans do 1. ligi: 2010 z IHC Pisek
- Srebrny medal mistrzostw Czech: 2015, 2018 z Oceláři Trzyniec
- Złoty medal mistrzostw Czech: 2019 z Oceláři Trzyniec
- Pierwsze miejsce w Dywizji Czernyszowa w sezonie zasadniczym: 2021 z Awangardem Omsk
- Puchar Gagarina: 2021 z Awangardem Omsk
- Złoty medal mistrzostw Rosji: 2021 z Awangardem Omsk
- Puchar Otwarcia: 2021 z Awangardem Omsk

Indywidualne
- Ekstraliga czeska w hokeju na lodzie (2014/2015):
  - Pierwsze miejsce w klasyfikacji średniej goli straconych na mecz w sezonie zasadniczym: 2,00
- Ekstraliga czeska w hokeju na lodzie (2016/2017):
  - Pierwsze miejsce w klasyfikacji liczby meczów bez straty gola w sezonie zasadniczym: 7
- Hokejowa Liga Mistrzów (2017/2018):
  - Najbardziej Wartościowy Zawodnik (MVP)[9]
- Ekstraliga czeska w hokeju na lodzie (2018/2019):
  - Najbardziej Wartościowy Zawodnik (MVP) w fazie Play-Off
- KHL (2019/2020):
  - Najlepszy bramkarz tygodnia - 10 grudnia 2019
- KHL (2020/2021):
  - Pierwsze miejsce w klasyfikacji skuteczności interwencji w fazie play-off: 95,3%
  - Drugie miejsce w klasyfikacji liczby meczów bez straty gola w fazie play-off: 5
  - Najlepszy bramkarz etapu - finał o Puchar Gagarina[10]
- KHL (2021/2022):
  - Najlepszy bramkarz miesiąca - listopad 2021[11], styczeń 2022[12]
- KHL (2021/2022):
  - Piąte miejsce w klasyfikacji meczów bez straty gola w sezonie zasadniczym: 5
  - Najlepszy bramkarz etapu - ćwierćfinały konferencji[13]
- Mistrzostwa Świata w Hokeju na Lodzie 2021 (elita):
  - Jeden z trzech najlepszych zawodników reprezentacji
- KHL (2021/2022):
  - Drugie miejsce w klasyfikacji meczów bez straty gola w fazie play-off: 2